# Snatch – Schweine und Diamanten
Snatch – Schweine und Diamanten (Originaltitel: Snatch) ist eine britische Filmkomödie aus dem Jahre 2000, geschrieben und verfilmt von Guy Ritchie.
Ein großer Teil der Besetzung des Filmes war auch schon in Guy Ritchies erstem Film Bube, Dame, König, grAS zu sehen, der viele Parallelen zu Snatch aufweist. So folgt der Film denselben Ideen und Motiven, aber mit anderen Charakteren und Handlungssträngen.

## Handlung
Der Film besteht aus drei Handlungssträngen, die anfangs parallel verlaufen, sich im Verlaufe des Films kreuzen und schließlich gegen Ende zusammenlaufen. Dies sind die Geschichten von Turkish, Tommy und One Punch Mickey, die Geschichte des Diamantenraubs, des Denovitz-Cousins und Franky Four Fingers sowie die Geschichte mit Sol, Vince und Boris.
Turkish, ein kleinkrimineller Londoner Promoter für illegale Boxkämpfe, hat ein Problem. Sein Assistent Tommy, der die gemeinsame Spielhalle betreibt, hat sich beim Wohnwagenkauf von One Punch Mickey, einem stark nuschelnden Pavee, übers Ohr hauen lassen. Um das Geld zurückzubekommen, akzeptiert Tommy Mickeys Angebot, zu einem improvisierten bare-knuckle-fight (Boxkampf ohne Handschuhe) gegen den hünenhaften Gorgeous George aus Turkishs Boxstall anzutreten. Tommy ahnt nicht, dass Mickey Champion in dieser Disziplin ist, so dass Gorgeous George mit einem Schlag ins Krankenhaus befördert wird. Dumm nur, dass genau dieser einige Tage später zu einem von dem gefürchteten Gangsterboss Brick Top organisierten Kampf antreten soll. Kurzerhand organisieren Turkish und Tommy One Punch Mickey als Ersatzmann, um Brick Tops Wut über den geplatzten Kampf und die verlorenen Wetteinnahmen zu besänftigen. Mickey hält sich jedoch nicht an die Absprache bezüglich des Kampfausgangs. Brick Top, der missliebige Mitmenschen umbringen und auf seiner Schweinefarm verfüttern lässt, ist nun hinter Tommy und Turkish her. Nachdem er Turkish gestellt hat, gibt Brick Top ihm noch eine Chance: Er soll Mickey zu einem neuen Kampf überreden und dafür sorgen, dass er in der vierten Runde k. o. geht. Zusätzlich nimmt Brick Top noch Turkishs Geld an sich. Mickey will aber nur kämpfen, wenn er einen neuen Wohnwagen für seine Mutter bekommt. Nachdem Turkish Brick Top darüber in Kenntnis gesetzt hat, schickt dieser seine Schergen los, um Mickeys Mutter in ihrem Wohnwagen zu verbrennen und die Spielhalle von Tommy und Turkish zu zerschlagen. Daraufhin tritt Mickey zum Kampf an, der sich genau nach Absprache zu entwickeln scheint, doch Mickey schickt seinen Gegner in der vierten Runde auf die Bretter. Unmittelbar danach schießen seine Verwandten und Freunde Brick Top und seine Schergen vor der Boxhalle nieder, desgleichen Brick Tops Leute, die das Zigeunerlager vernichten sollen, wenn der Kampf nicht wie geplant ausgeht. Turkish wird daraufhin klar, dass Mickey auf sich selbst gesetzt und Brick Top abgezockt hat.
Einige Tage zuvor hat Franky Four Fingers, ein spielsüchtiger Juwelendieb, in Antwerpen bei einem Raubüberfall einen 86-karätigen (17,2 g) Diamanten erbeutet, den er nach New York zu dem zwielichtigen jüdischen Juwelier Abraham „Cousin Avi“ Denovitz bringen soll. Vorher will er aber noch in London bei dessen Cousin Doug the Head Denowitz, einem ebenso zwielichtigen Diamantenhändler, einige kleinere Steine verkaufen. Die Russenmafia, die zusammen mit Franky den Coup in Antwerpen durchgezogen hat und ebenfalls den Diamanten erbeuten will, stellt ihm eine Falle in einem von Brick Tops Wettbüros. Boris „The Blade“ Yurinov, örtlicher Vertreter der Mafia und Ex-KGB-Agent, heuert die beiden schwarzen Gelegenheitskriminellen und Leihhausbesitzer Sol und Vince an, um besagtes Wettbüro und den darin befindlichen Franky zu überfallen und die dabei erbeutete Aktentasche mit dem Diamanten an Boris zu übergeben. Vince hat bei einem Geschäft mit den Zigeunern einen Pitbull geschenkt bekommen, der immer wieder zu deren Lager zurückläuft. Die beiden machen sich mit Tyrone, einem ebenso dicken wie unbegabten Fluchtwagenfahrer, und dem Hund zu dem Überfall auf, der aber grandios daneben geht – und entführen in der Hektik Franky. Danach werden die drei nicht nur von Brick Tops Schergen gejagt, die den Überfall auf das Wettbüro rächen sollen, sondern auch von Cousin Avi, der aus New York nach London gekommen ist und „Bullet Tooth Tony“, einen gewalttätigen „Spezialisten für solche Fälle“ und Auftragskiller, engagiert hat. Avi und Tony suchen den verschwundenen Franky „Four Fingers“ und den Diamanten. Inzwischen holen Sol, Vince und Tyrone Boris, um ihm die Aktentasche mit dem Diamanten zu übergeben. Während sie auf Boris warten, zwingen sie Franky, den Koffer zu öffnen, und entdecken den Diamanten. Sie wollen an dem Edelstein beteiligt werden und verraten dabei Boris’ Namen an Franky. Daraufhin erschießt Boris Franky, hackt ihm den Arm ab, an den Franky den Koffer gekettet hat, und geht mit dem Koffer nach Hause. Nachdem Brick Top Sol, Vince, Tyrone und Bad Boy Lincoln, einen Freund von Sol und Vince, der Frankys Leiche beseitigen soll, aufgespürt hat und sie an die Schweine verfüttern will, bieten sie ihm an, sich mit dem Diamanten freizukaufen. Boris ist inzwischen jedoch von Cousin Avi und Bullet Tooth Tony aufgespürt worden, die ihm den Stein abnehmen. Doch durch mehrere kuriose Autounfälle und eine Schießerei in einer Kneipe, bei der Boris getötet wird, gelingt es Vince und Sol, den Stein an sich zu nehmen, und sie wollen ihn zu Brick Top bringen. Avi und Tony können die beiden zuvor ausfindig machen, doch kurz bevor sie den Diamanten im Hinterzimmer von Sol und Vince Leihhaus bekommen, wird er von Vinces Pitbull gefressen. Avi schießt daraufhin wild um sich, um den Hund zu treffen, doch der springt durch ein offenes Fenster und läuft zum Zigeunerlager. Dummerweise hat Avi dabei aber Tony erschossen und fliegt daraufhin nach New York zurück. Sol und Vince machen sich auf den Weg, um die Leichen von Franky und Tony zu beseitigen und den Hund aus dem Zigeunerlager zu holen. Doch kurz vor dem verlassenen Lager werden sie von der Polizei gestoppt, die die Leichen im Kofferraum ihres Autos findet. Zur selben Zeit fahren Turkish und Tommy zum Zigeunerlager, um Mickeys Promoter zu werden. Dort treffen sie aber nur auf die Polizei und den Pitbull, den Tommy mitnimmt. Als sie wieder vom Lagerplatz fahren, sehen sie, wie Sol und Vince verhaftet werden. Vince erkennt den Pitbull auf Tommys Arm und macht Sol darauf aufmerksam.
Da der Pitbull beim Bellen quietscht, bringen Turkish und Tommy ihn zu einem Tierarzt. Dieser findet in seinem Magen ein quietschendes Plastikschweinchen – ein Spielzeug, das der Hund in der Wartezeit auf den Wettbüroüberfall im Auto von Tyrone gefressen hat – und den 86-Karäter sowie einen unverdauten Schuh. Die beiden wollen den Diamanten anschließend bei Doug the Head verkaufen, der wiederum Cousin Avi anruft. Daraufhin ist wieder die Sequenz von Cousin Avis Reise mit dem Flugzeug zu sehen und der Film endet.

## Figuren
Der irische Pavee „Mickey O’Neil“ oder auch „One Punch Mickey“, der in „Bare-knuckle“-Kämpfen – Boxen ohne Boxhandschuhe – boxt, wird von Brad Pitt dargestellt. Mickey spricht mit nur sehr schwer verständlichem Akzent (im Film als Gypsy-Kauderwelsch bezeichnet), und man kann nur mit Mühe einzelne Wörter aus dem Gewirr herausfiltern. Er und seine Sippe lassen sich kein schmutziges Geschäft entgehen, so verkauft er beispielsweise einen kaputten Wohnwagen an Tommy.
„Franky-Four-Fingers“ ist ein spielsüchtiger Gangster, der von Benicio Del Toro gespielt wird. Er hat ein Faible für maßgeschneiderte Anzüge und Zigarren. So führt er etwa ein Telefongespräch mit Avi, während er von einem Schneider verschiedene Anzüge angepasst bekommt. Sein Name rührt daher, dass er einmal seine Spielschulden nicht bezahlen konnte und ihm daraufhin ein Finger abgetrennt wurde.
„Bullet-Tooth-Tony“ wird von Ex-Fußballprofi Vinnie Jones dargestellt. Er ist ein Auftragskiller, der aufgrund seiner brutalen, aber „effektiven“ Methoden bei der Beschaffung von Informationen sowohl bei wichtigen Männern, wie dem jüdischen Juwelier Doug „The Head“, durch den ihn auch Abraham Denovitz kennt, bekannt als auch von kleineren Männern wie der Nebenfigur Mullet gefürchtet ist. Sein Name ist dadurch entstanden, dass er bei einem Mordversuch sechs Kugeln abbekam und trotzdem überlebte. Zwei dieser Kugeln hat er sich als Zähne einsetzen lassen.
„Boris – Die Klinge“ oder auch „Boris – Die wandelnde Zielscheibe“ wird von Rade Šerbedžija gespielt und verdankt seinen Namen seiner Flinkheit und Zähigkeit. Er ist Kontaktmann der Russenmafia in London und war KGB-Agent. Nebenbei verdient sich Boris sein Geld mit dem Verkauf von manipulierten Waffen an ahnungslose und zu sehr in den Selbstschutz vertiefte Männer wie Tommy.
„Turkish“, gespielt von Jason Statham, ist ein kleinkrimineller Boxpromoter, der illegale Kämpfe ausrichtet, und Spielhallenbetreiber, der mit seinem Dasein zufrieden ist und jeden Ärger mit mächtigen und gefährlichen Gangsterbossen wie Brick Top vermeiden möchte. Nebenbei muss er jedoch immer wieder mit Problemen kämpfen, die hauptsächlich von seinem Partner Tommy verursacht werden. Der Name von Turkish kommt von einem Flugzeug der Turkish Air, bei dessen Absturz sich seine Eltern kennenlernten.
„Abraham Denovitz“, genannt „Cousin Avi“, ist ein zwielichtiger New Yorker Diamantenhändler, der Franky-Four-Fingers mit dem Diamantenraub in Antwerpen beauftragt hat. Er hat Flugangst (so trinkt er vor dem Start Whiskey) und hasst England wie die Pest. Seine Profitgier ist aber größer, so dass er nach London kommt, um Franky-Four-Fingers und den verschwundenen Diamanten zu suchen. Er wird von Dennis Farina gespielt.
„Brick Top“ ist ein hochangesehener Gangsterboss aus London, bei dem man lieber nicht in der Kreide stehen sollte, denn dann kommt man da nie wieder heraus. Er macht keine leeren Versprechen und ist für seine Brutalität und Skrupellosigkeit bekannt. Er wird stets von seinen beiden Schlägern John und Errol begleitet, die für ihn die Drecksarbeit erledigen. Und er geht lieber über Leichen (die er an Lancastershire-Schweine verfüttert), als auch nur einen Fehler zuzulassen. So hat z. B. Mickey einen Kampf gewonnen, den er verlieren sollte, und dafür haben Brick Tops Männer den Wohnwagen seiner Mutter abgebrannt, als diese darin schlief, und Turkishs Spielothek zertrümmert.
„Tommy“ ist Turkishs Partner, der immer wieder in Schwierigkeiten wegen seiner Unvorsichtigkeit landet. Er denkt nicht richtig nach und ist naiv, deshalb konnte Mickey ihm einen kaputten Wohnwagen und Boris ihm einen mit kaputtem Schlagbolzen versehenen Revolver andrehen. Durch seine freundliche und naive Art ist er bei Brick Top unbeliebt, er hält ihn für den Zuchtpudel von Turkish. Tommy denkt, sein Name käme von einer Kanone (Tommy Gun – wurde häufig in New York um 1930 bei Mafiosi eingesetzt) aber Turkish weiß, dass er den Namen eines Balletttänzers aus dem 19. Jahrhundert trägt.

## Synchronisation
Die deutsche Synchronisation des Films übernahm die RC Production GmbH & Co. KG. Das Dialogbuch stammte von Andreas Pollak, der auch Dialogregie führte.
| Rolle                         | Darsteller       | Synchronsprecher    |
| ----------------------------- | ---------------- | ------------------- |
| Turkish                       | Jason Statham    | Thomas Nero Wolff   |
| Tommy                         | Stephen Graham   | Bernhard Völger     |
| Franky „Four Fingers“         | Benicio del Toro | Charles Rettinghaus |
| Cousin Abraham „Avi“ Denovitz | Dennis Farina    | Klaus Sonnenschein  |
| Doug „The Head“ Denovitz      | Mike Reid        | Wolfgang Völz       |
| „Bullet Tooth“ Tony           | Vinnie Jones     | Thomas Petruo       |
| „One Punch“ Mickey O’Neil     | Brad Pitt        | Tobias Meister      |
| Boris „The Blade“ Yurinov     | Rade Šerbedžija  | Michael Christian   |
| Brick Top                     | Alan Ford        | Reiner Schöne       |
| Sol                           | Lennie James     | Peter Flechtner     |
| Vinny                         | Robbie Gee       | Stefan Fredrich     |
| „Bad Boy“ Lincoln             | Goldie           | Oliver Feld         |
| Mullet                        | Ewen Bremner     | Marcel Collé        |
| Tyrone                        | Ade              | Björn Schalla       |
| Gorgeous George               | Adam Fogerty     | Erich Räuker        |

## Kritiken
„Fulminante Gangsterfilm-Parodie, die ihr Tempo vor allem aus den rasanten Wechseln innerhalb der einzelnen Episoden bezieht. Der erzählerische Einfallsreichtum geht manchmal auf Kosten der Plausibilität, ferner stehen dem makabren Humor einige sehr brutale Szenen gegenüber.“

„Hitziger und witziger Londoner Gangsterthriller von Englands neuem Regiestar Guy Ritchie (Bube, Dame, König, Gras).“

„Nachfolger für die Gangsterkomödie Bube, Dame, König, grAs, mit dem Autor-Regisseur Guy Ritchie erneut schrullige und beängstigende Figuren, Härte und Komik lakonisch in einen verzwickten Plot verwebt. Obwohl Wiedererkennungsgefühle unvermeidlich sind, überzeugt auch Snatch, wobei Tempo, Handlungs- und Figurendichte manchen Zuschauer überfordern könnten.“

## Auszeichnungen (Auswahl)
- Brad Pitt wurde 2001 für den Satellite Award nominiert.
- In der Kategorie Best Sound Editing gewann der Film einen Golden Reel Award.
- Vinnie Jones und Guy Ritchie wurden jeweils mit dem Empire Award ausgezeichnet.

## Soundtrack
Der offizielle Soundtrack zum Film erschien am 26. März 2001 von Universal Music Group im Handel. Darauf enthalten sind Songs verschiedener Komponisten und Bands, wie zum Beispiel Madonna, Massive Attack oder Oasis.

## Fernsehserie
In den USA lief am 16. März 2017 eine gleichnamige, auf dem Film basierende Fernsehserie an. In einer tragenden Rolle ist dabei Rupert Grint zu sehen.